# Maria Röhl
Maria Christina Röhl (Estocolmo, 26 de julio de 1801-ibidem, 5 de julio de 1875) fue una retratista sueca. Realizó retratos de una gran cantidad de personas suecas famosas de la primera mitad del siglo XIX. Sus pinturas se exhiben en el Museo Nacional de Estocolmo. La Biblioteca Nacional de Suecia posee una colección de 1800 retratos de su autoría. Fue miembro de la Real Academia Sueca de las Artes en 1843 y retratista oficial de la corte real.

## Biografía
Maria Röhl nació en Estocolmo en una familia acomodada en 1801. Sin embargo, acabó en la pobreza tras la muerte de sus padres en 1822. Tras sus planes iniciales de convertirse en institutriz, recibió una educación en dibujo por el profesor y grabador Christian Forsell, aunque ya había recibido clases de arte de parte del pintor Alexander Hambré, quien le enseñaría a realizar retratos realistas y rápidos en lápiz y tiza.
Comenzó dibujando a sus amigos de la familia Forsell, con quienes vivía, y pronto se volvió popular en la alta sociedad el ser retratado por mamsell Röhl. Gracias a esto Maria Röhl fue capaz de mantenerse como artista. Solía ser contratada por aquellos que no podían permitirse un óleo, y retrató a un gran número de famosos de la época, tanto aristócratas como actores. También trabajó el óleo, pero la mayoría de sus trabajos son a lápiz o tiza.
En 1843, Maria Röhl fue nombrada retratista de la corte, y entre los años 1843 y 1846 estudió en París, en el estudio de Léon Cogniet y en la Academia de Bellas Artes de Francia. Tras su regreso, estableció su propio estudio en Brunkebergstorg, Estocolmo. Durante sus últimos días, el arte de la fotografía se convirtió en un duro rival para sus retratos. Murió en la capital sueca, en 1875.

## Galería

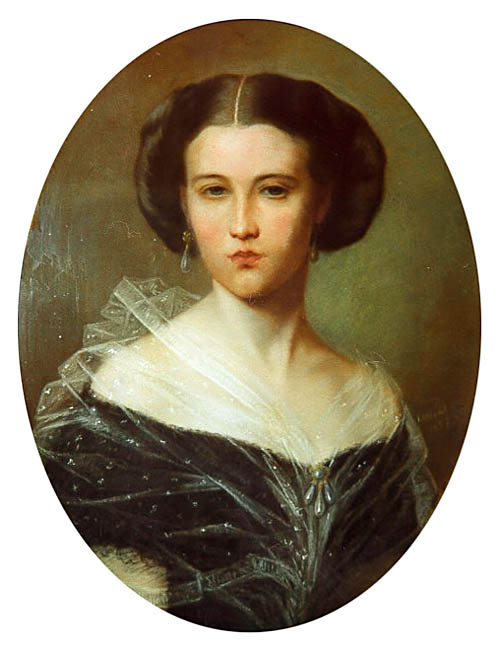
Ida Cardon, 1857.
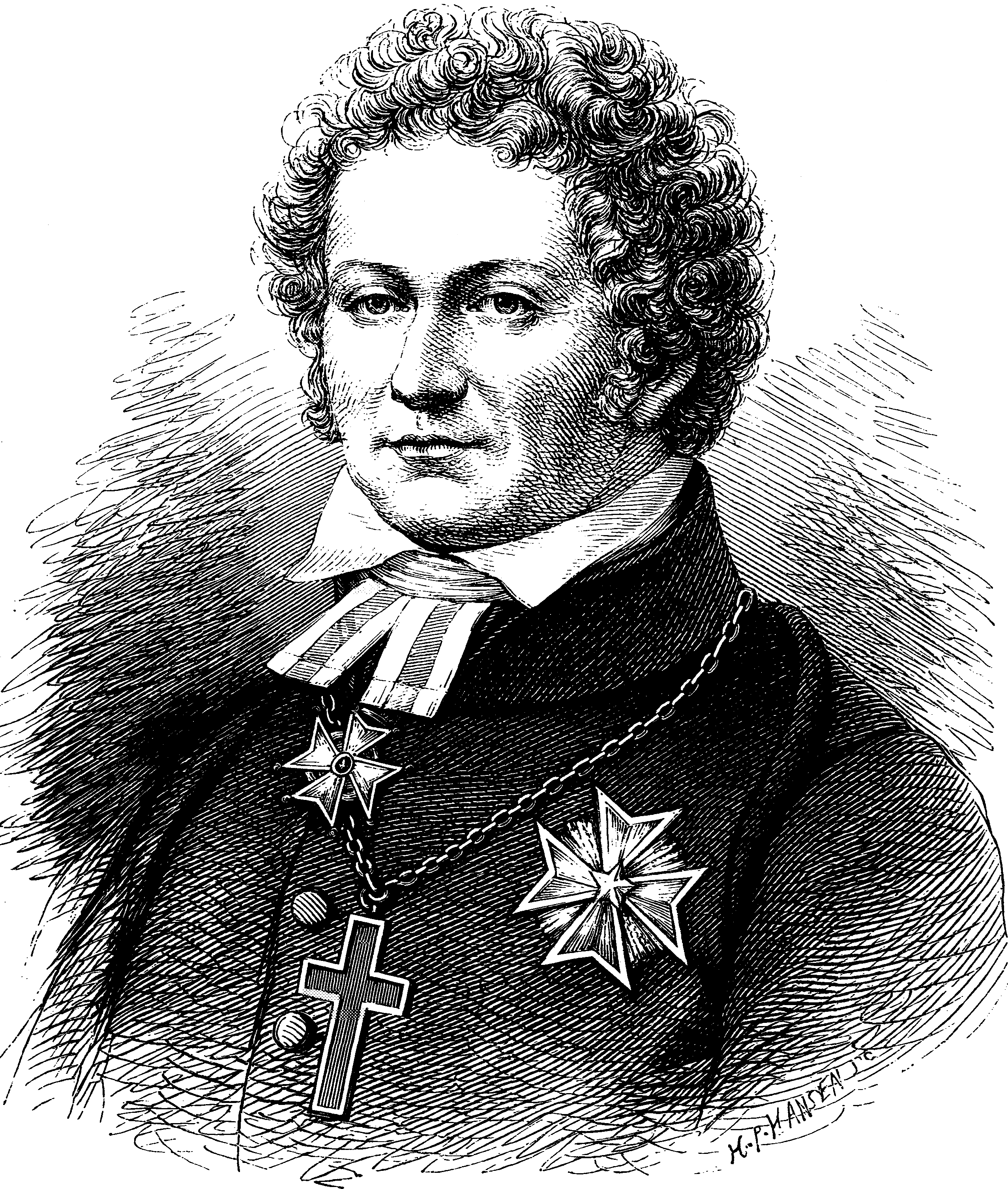
Esaias Tegnér (poeta sueco), 1829.
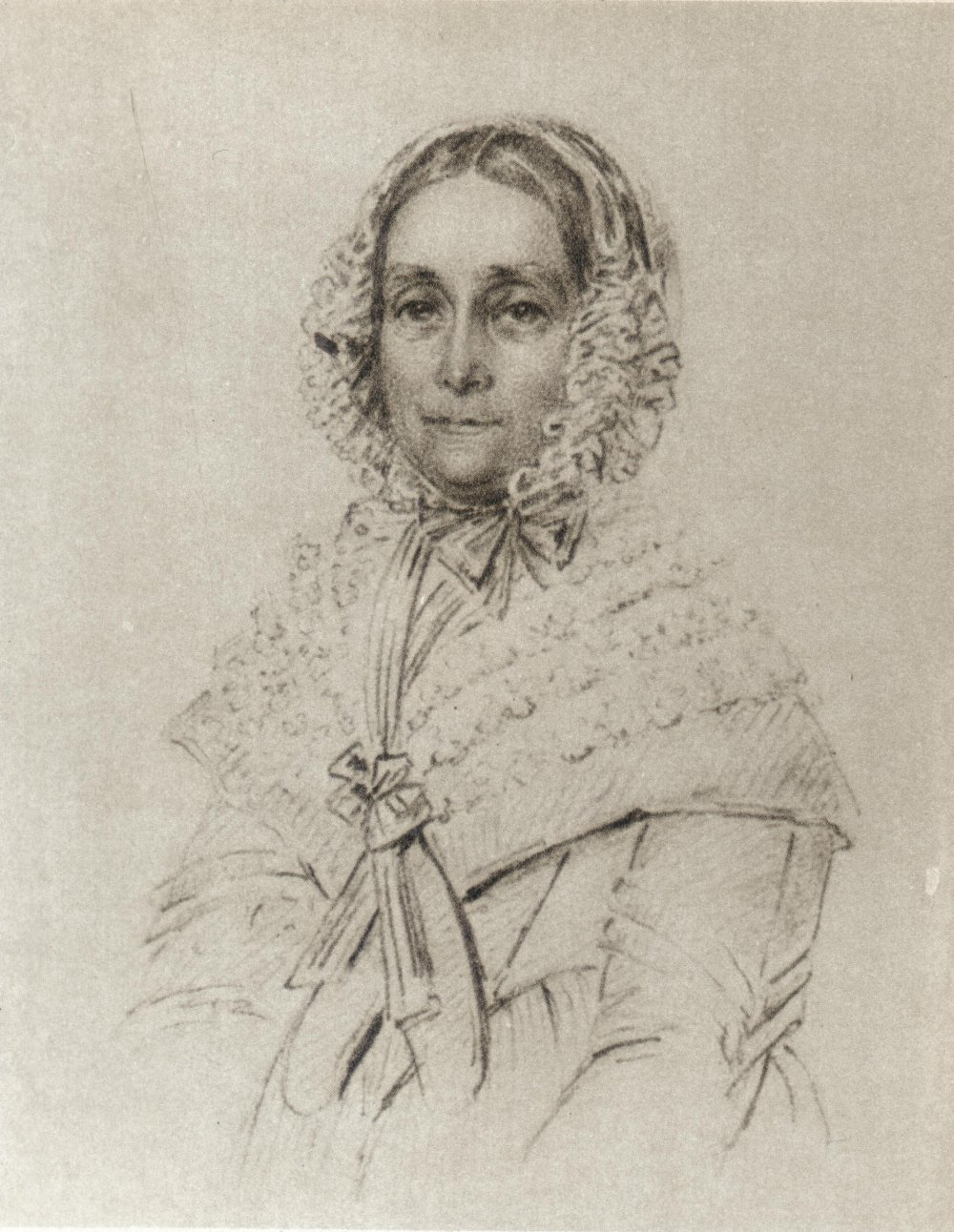
Malla Silfverstolpe, 1843.
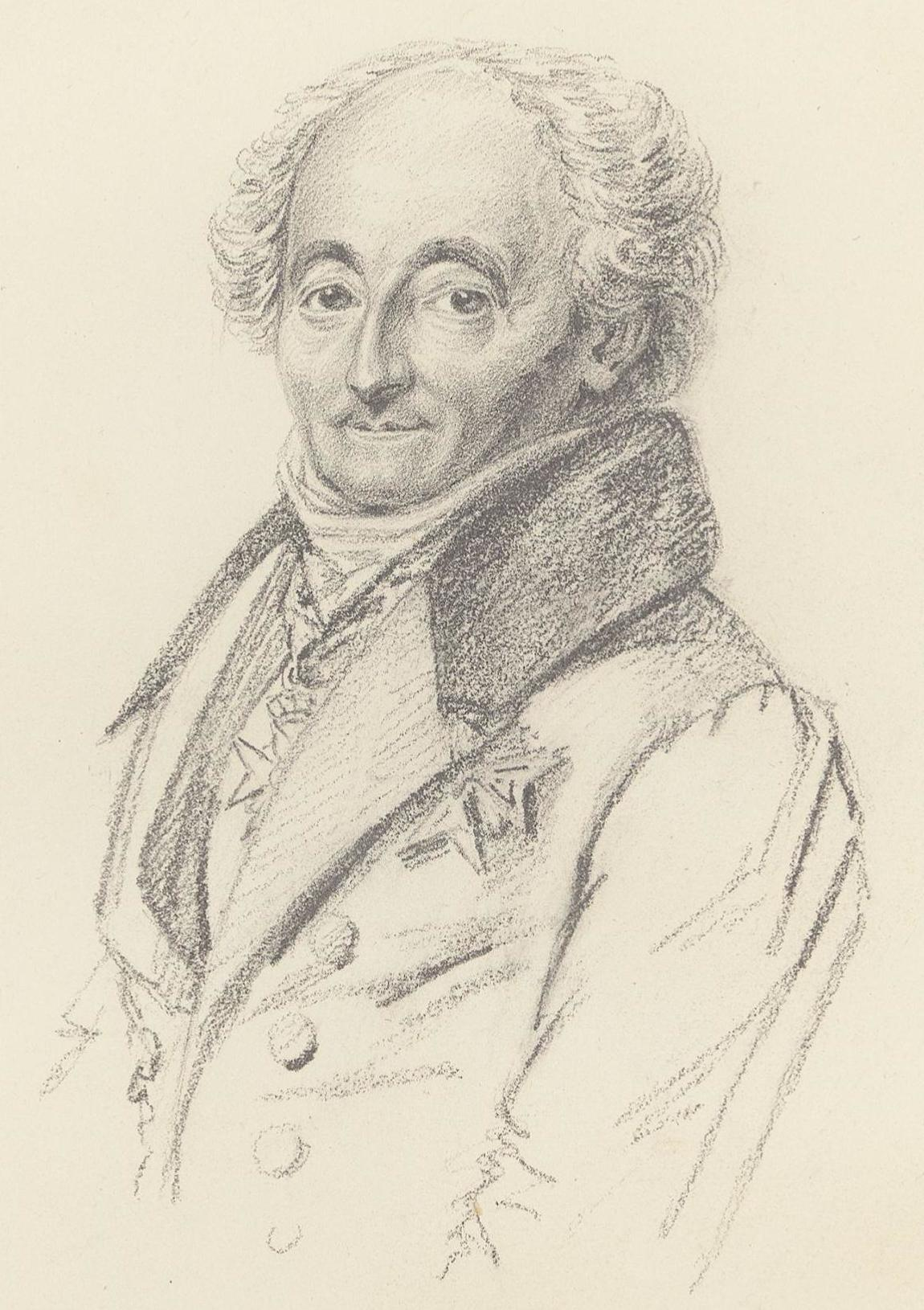
Carl Gustaf von Brinkman, 1835.
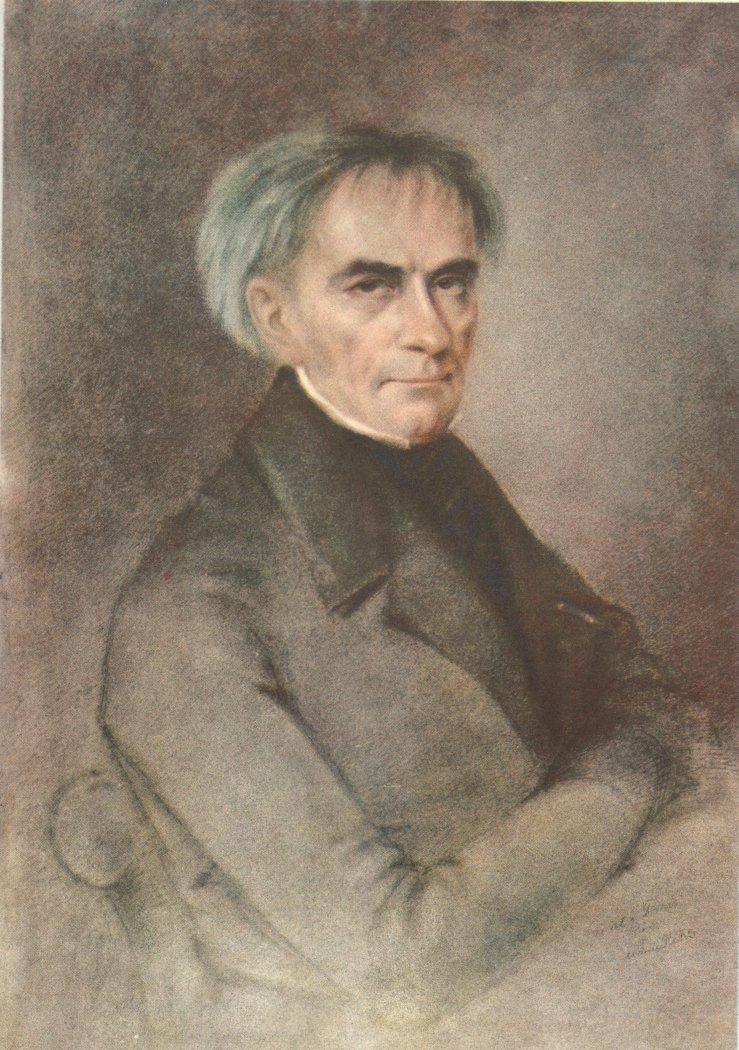
Carl Adolph Agardh, 1853.
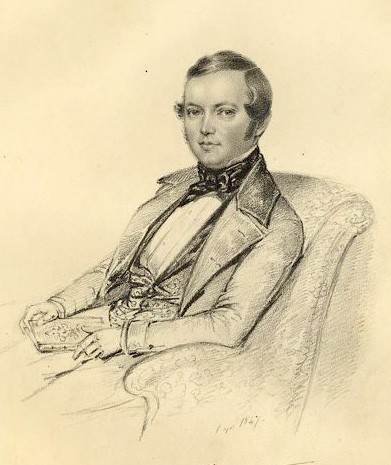
Johan Jolin, 1847.
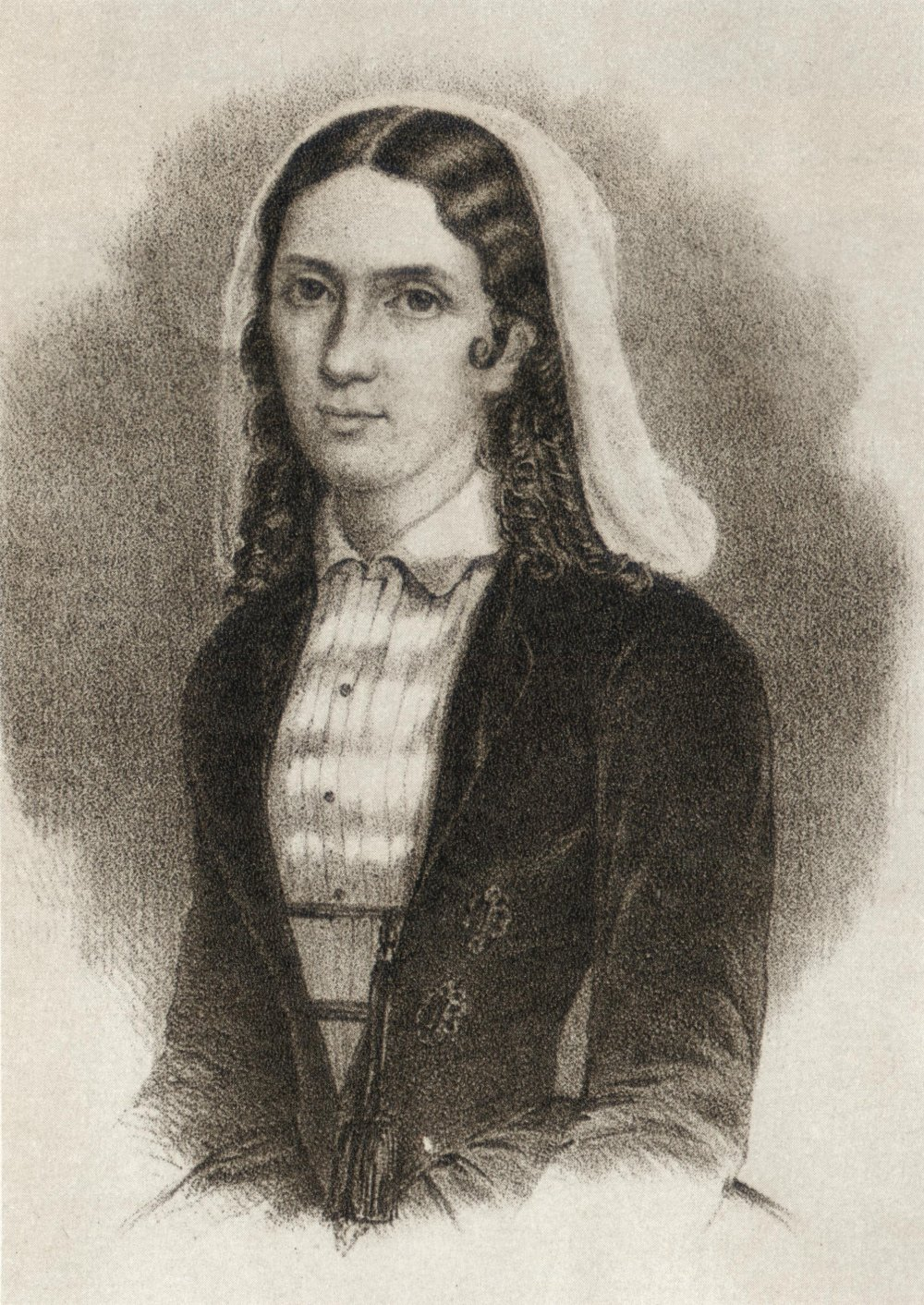
Vendela Hebbe, 1842.
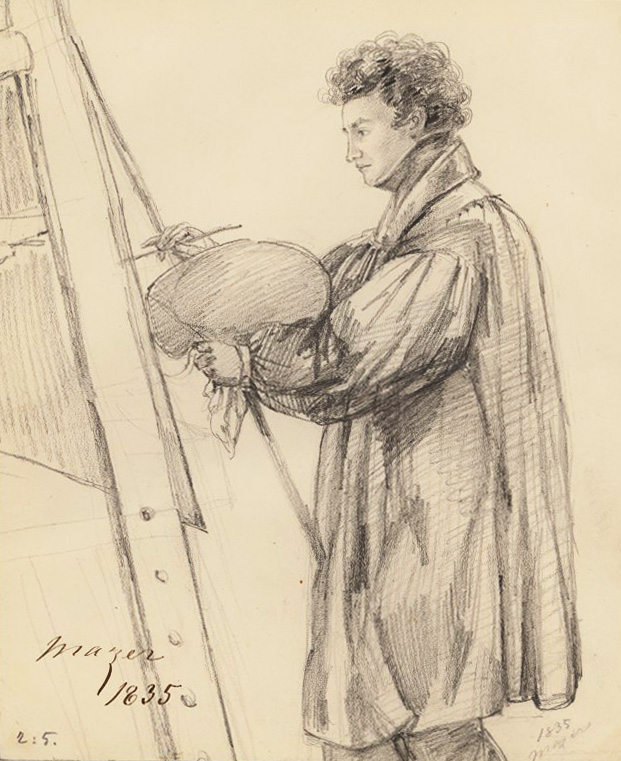
Carl Peter Mazer en su estudio, 1835.
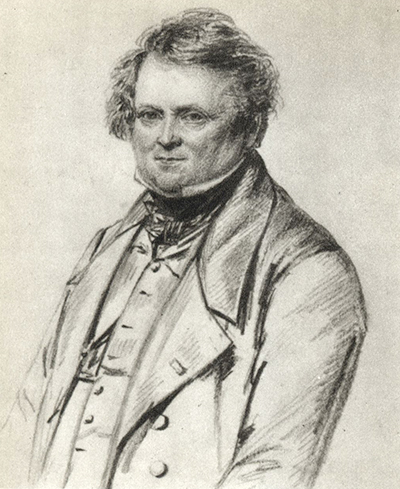
Bengt Magnus Bolméer.